# Åsnetörne
Åsnetörne  (Ononis spinosa L.) med underarterna busktörne (ssp. spinosa), puktörne (ssp. procurrens (Wallr.) Briq.) och stallört (ssp. hircina (Jacq.) Gams) är ett ris eller en flerårig ört inom släktet puktörnen (Ononis) och familjen ärtväxter. De tre nämnda formerna förekommer alla i Sverige och räknades tidigare som skilda arter. De  är urskiljbara i fält.

## Beskrivning
Åsnetörne är en mellan 20 och 50 centimeter hög flerårig ört (stallört) eller småbuske (busktörne och puktörne) och blommar från juli till september med rosa blommor i bladvecken. Blommorna är näbblika med vita vingar och sitter vanligen ensamma i bladvecken hos puktörne och busktörne, men vanligen parvis i en tät klase hos stallört. Alla ståndare är ihopvuxna till ett rör. Stjälken, som nertill blir förvedad hos busktörne och puktörne, är upprätt hos busktörne och stallört, krypande till uppstigande hos puktörne. Puktörne har underjordiska utlöpare från en grenig jordstam, medan jordstammen är kort och saknar utlöpare hos de båda övriga. Stallörten är tätt klibbhårig och illaluktande (luktar get). Puktörne har vanligen grenar som är håriga runt om medan busktörnets grenar vanligen har (en eller) två längsgående hårrader. Busktörne kan vidare skiljas från puktörne på att vingarna är kortare än kölen (liklånga hos puktörne) och att baljan är längre än fodret (kortare eller liklång hos puktörne). Grenarna slutar hos busktörne i styva och hos puktörne i mjukare tornar (puktörne saknar ibland tornar) medan stallörten är obeväpnad. Puktörnets grenar är rotslående. Bladen har tre småblad (puktörnets vanligen bredare än busktörnets) och stiplerna är långt fastvuxna vid bladskaftet.
Puktörnets rötter är starka och långa, och kan på odlad mark bli ett problem vid plöjning. Växten har därför i jordbrukarkretsar betraktats som ett besvärligt ogräs. 
Puktörne är fridlyst i Västra Götalands län.

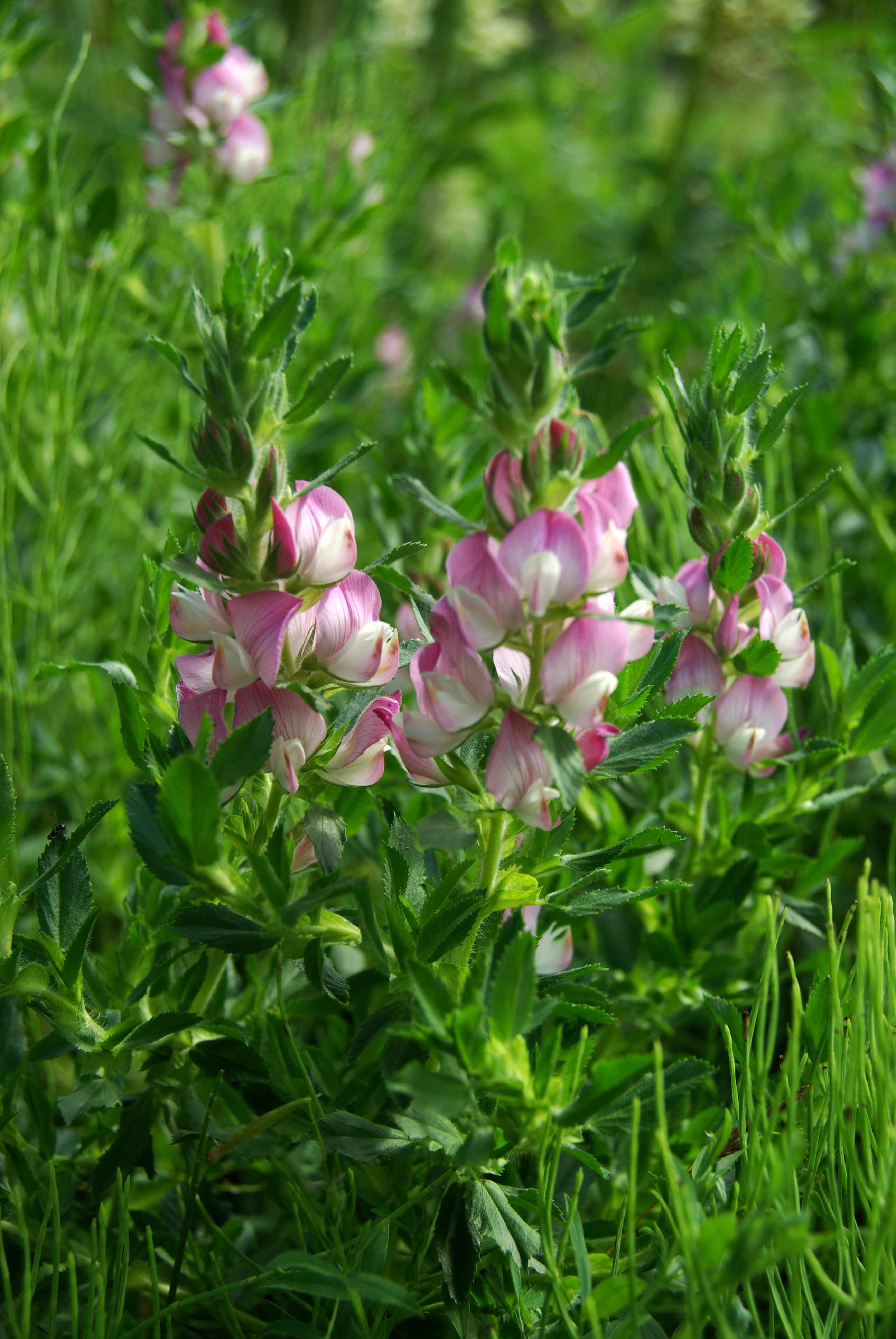
Stallört.
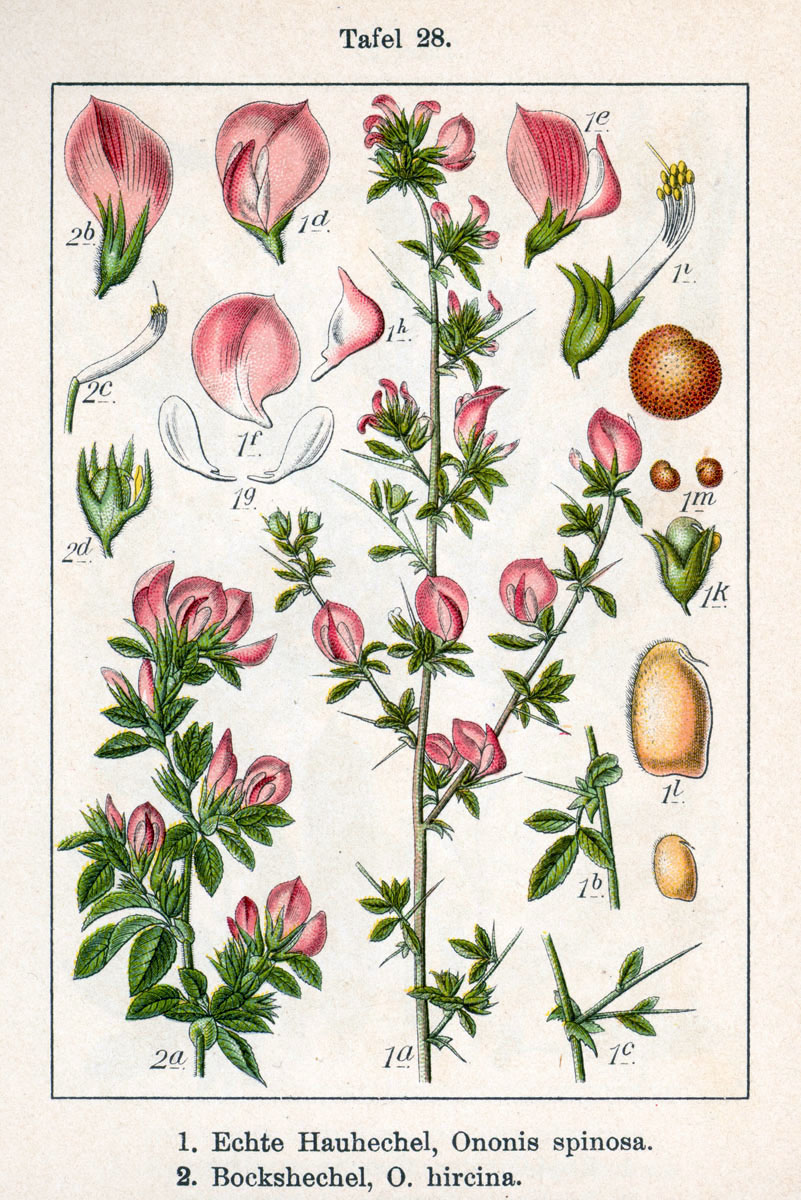
Busktörne (1) och stallört (2).
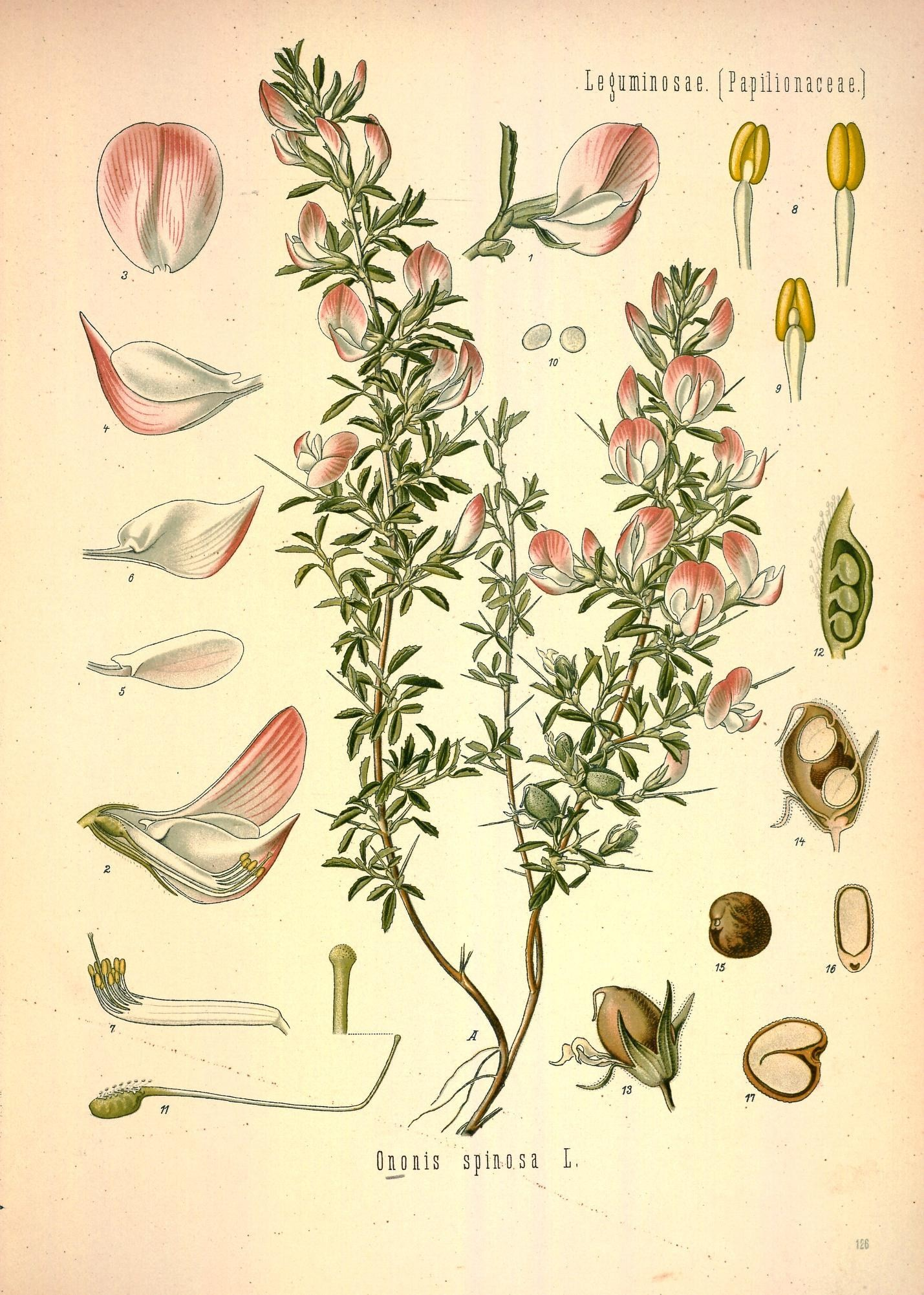
Busktörne. Notera att kölen är längre än vingarna (4) och att baljan är större än fodret (13).
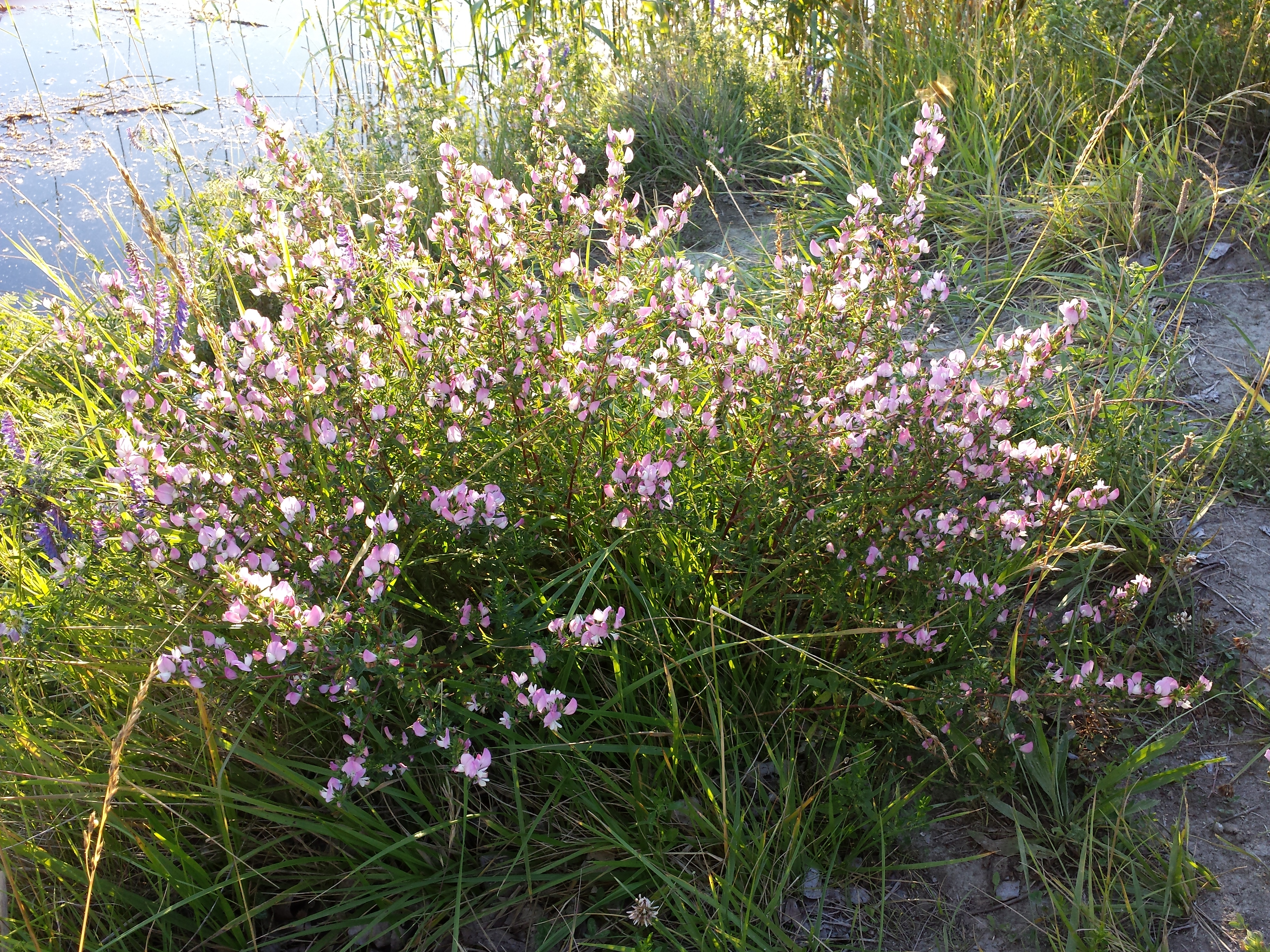
Busktörne.
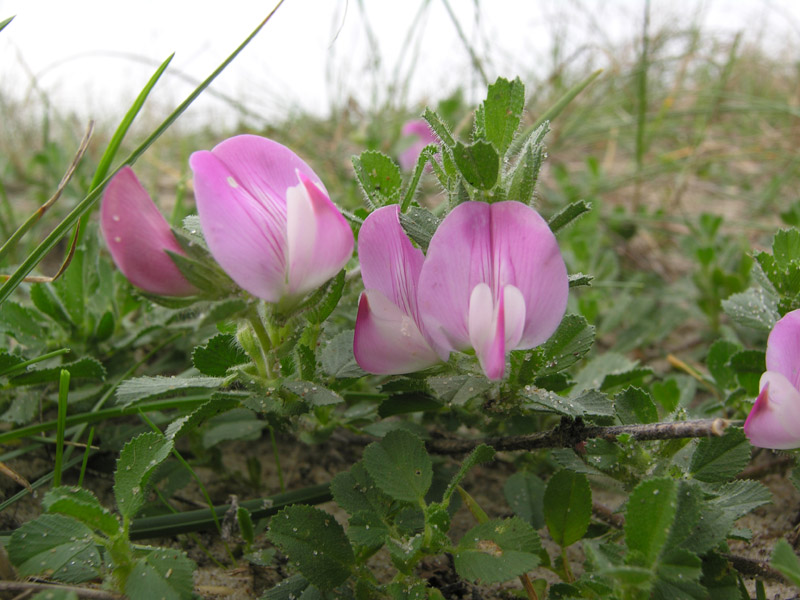
Puktörne.
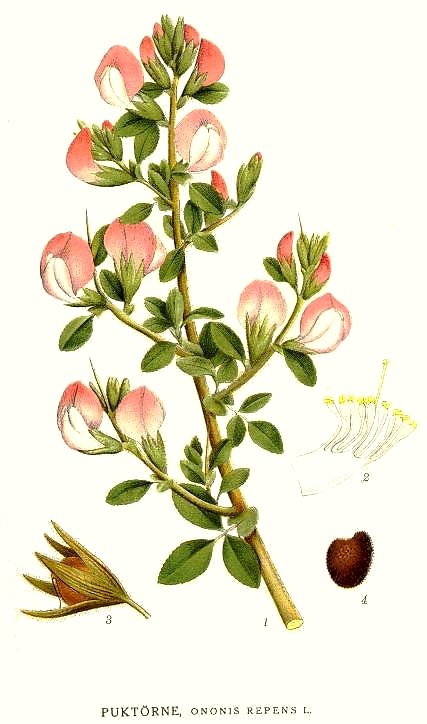
Puktörne.

## Utbredning
Busktörne är sällsynt i Norden. Dess utbredning är begränsad till vissa områden i Skåne, små områden i sydöstra Norge och södra Danmark men är utbredd i nästan hela Europa i övrigt. Puktörne och stallört är vanligare i Norden och har en vidare utbredning (upp till Mellansverige och sydligaste Finland - puktörne också på några kustlokaler upp till Bottenviken), men är inte lika utbredda i Europa (puktörne saknas i sydväst och stallörtens utbredning är östlig).

## Biotop
Busktörne växer på öppen, frisk, kustnära, kalkhaltig, lerig och ofta stenig mark, exempelvis betesängar, vägrenar och bryn. Puktörne föredrar torrare sandigare mark som gräshedar och är mindre kalkbunden. Stallörten förekommer på friskare till fuktigare mark än de båda övriga; som ängar och kulturmark.

## Etymologi
Spinosa betyder med tornar, av latin spina = torn. Det syftar på de tornar, som avslutar stjälkens sidoskott.
Av detta följer avledningen törne i det svenska namnet. Stallörten saknar törnen, har fått sitt svenska namn från den obehagliga lukten (underartsnamnet hircina betyder getluktande). Puk syftar på puken d.v.s., ett dialektalt namn på Djävulen. Anledningen torde vara de plöjningsproblem, som omtalats ovan. Åsnetörne har fått sitt namn efter släktnamnet som bygger på onos, åsna, vilket skall antyda att växten bara duger till åsnefoder.

## Dialektnamn
| Namn        | Trakt        | Referens |
| ----------- | ------------ | -------- |
| Ljungpinnar | Skåne        | [ 12 ]   |
| Rävblomster | Bohuslän     | [ 12 ]   |
| Vargbasse   | Östergötland | [ 12 ]   |

## Medicinsk användning
Inom folkmedicinen används åsnetörne i blandning med andra urindrivande droger vid gikt, vid ödem samt vid njurbäcken- eller blåskatarr. Använd del är roten, men i sällsynta fall även blommande kvistar. Ovanjordsdelen har kraftigare urindrivande verkan än roten. Aktiva ämnen är eterolja (främst ovanjordsdelen) samt flavonoider (glykosiden ononin) och saponiner. 
Örten har inga kända biverkningar och kan användas under en längre tid.